# Siły powietrzne i obrona przeciwlotnicza Słowenii

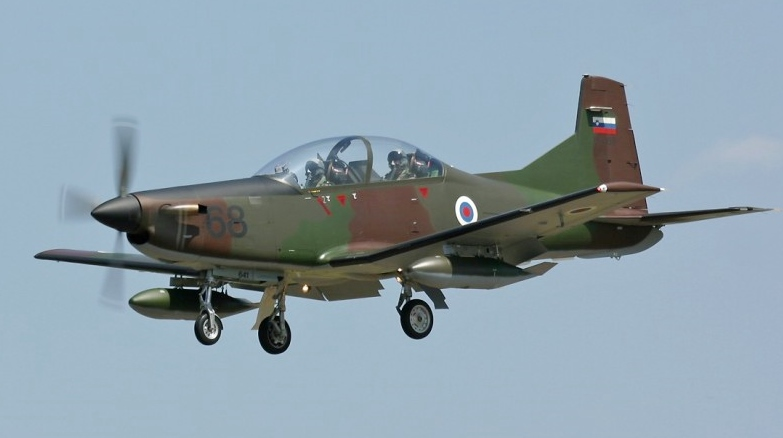
Pilatus PC-9M Hudournik podchodzi do lądowania

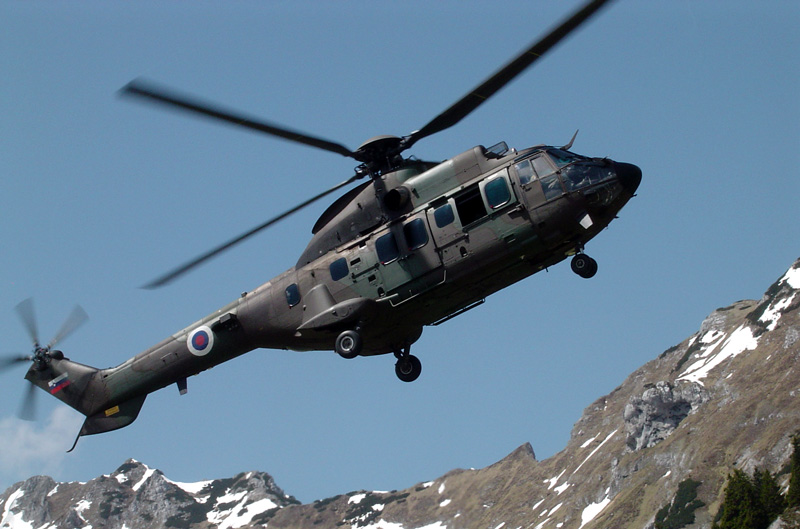
Śmigłowiec AS 532AL Cougar

Siły powietrzne i obrona przeciwlotnicza Słowenii (w skrócie BRZOL) nie stanowią odrębnej broni, a są integralną częścią Słoweńskich Sił Zbrojnych.

## Historia słoweńskiego lotnictwa
Historia słoweńskiego lotnictwa sięga czasu I wojny światowej, kiedy to wielu Słoweńców służyło w lotnictwie wojskowym Austro-Węgier. Później, w okresie istnienia SFR Jugosławii, lokalne siły samoobrony posiadały kilkanaście samolotów i wyszkolonych pilotów.
21 czerwca 1991 roku Teritorialna Obramba Słowenii wystąpiła z sił wsparcia armii jugosłowiańskiej (cztery dni przed ogłoszeniem niepodległości), w odpowiedzi na zajęcie przez armię będących w jej posiadaniu dwunastu samolotów Soko J-20 Kraguj. 28 czerwca pilot sił powietrznych Jugosławii uprowadził do Słowenii helikopter Gazelle, który stał się zaczynem lotnictwa republiki. W czasie 10-dniowej wojny o niepodległość doszły doń trzy eks-policyjne Bell 412 i jeden Agusta A-109. 9 czerwca 1992 roku Oddział Lotniczy Armii Słoweńskiej został przemianowany na 15 Brygadę Lotnictwa Wojskowego (słow. 15 Brigada Vojaskega Letalstva). 15 Brigada została podzielona na dwa dywizjony: płatowców i śmigłowców, które działały w oparciu o bazy w Brniku i Cerklje ob Krki. 15 Brigada była podporządkowana Dowództwu Sił Powietrznych i Obrony Przeciwlotniczej z siedzibą w Kranju. W roku 2004 Słowenia weszła do NATO. Obecnie NATO zapewnia obronę przestrzeni powietrznej republiki. 8 listopada 2004 roku 15 Brigada została oficjalnie rozwiązana. W jej miejsce sformowano trzy nowe jednostki: 15 Batalion Helikopterów, Szkoła Lotnicza i Baza Sił powietrznych.

## Struktura organizacyjna

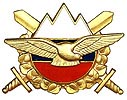
Odznaka pilota

15 Batalion Helikopterów zajmuje bazę lotniczą Brnik. Jednostka jest wyposażona w osiem śmigłowców Bell 412 i cztery AS-532 Cougar. Główne zadania jednostki to organizowanie szkolenia pilotów i personelu naziemnego, prowadzenie misji poszukiwawczych i ratowniczych we współpracy z właściwymi służbami cywilnymi, zapewnianie zaopatrzenia w terenach górskich, gaszenie pożarów, a także wspieranie w działaniach Sił Powietrznych i Wojsk Lądowych.
Szkoła Lotnicza Sił Powietrznych znajduje się w bazie w Cerklje ob Krki. Szkoła prowadzi podstawowe i zaawansowane programy szkoleniowe dla przyszłych pilotów, do którego to celu wykorzystuje dwa samoloty Zlin 143L, Zlin 242L i cztery helikoptery Bell JetRanger, organizuje ćwiczenia pilotów wojskowych, a ponadto zapewnia wsparcie ogniowe i taktyczne innym rodzajom sił zbrojnych przy użyciu dwóch samolotów Pilatus PC-9 i dziewięciu Pilatus PC-9M. Do szkoły należy także Oddział Spadochronowy z siedzibą w bazie Brnik, prowadzący szkolenia spadochronowe dla personelu latającego Sił Powietrznych.
Baza Sił Powietrznych, znajdująca się w Cerklje ob Krki, zapewnia wsparcie logistyczne, jak na przykład zaopatrzenie paliwowe. Baza posiada dwa samoloty Pilatus PC-6 i jeden Let L-410 Turbolet. Jej zadaniem jest zaopatrywanie, pomoc techniczna i obsługa samolotów, szkolenie personelu naziemnego, prowadzenie dokumentacji technicznej samolotów itp. Wprawdzie lotnictwo wojskowe Słowenii istnieje od zaledwie 15 lat, stara się ono przystosowywać do warunków zmieniającego się świata. W tym świetle w roku 2007 rozpoczęto kolejną restrukturyzację, podporządkowując 15 Batalion Helikopterów i Szkołę Lotniczą jednemu dowództwu, co ułatwia logistykę i zmniejsza liczebność personelu. Po podjęciu decyzji o przejściu lotnictwa republiki na samoloty odrzutowe od roku 2015, w bazie Cerklje podjęto kolejne prace restrukturyzacyjne.
W roku 2007 słoweńskie ministerstwo obrony testowało w bazie Cerklje samoloty transportowe CASA C-295 i C-27J Spartan.
Wybrano dwa samoloty Casa C-295; pierwszy z nich miał być dostarczony w roku 2008, drugi w 2010. Zamówienie na pierwszy zostało złożone w styczniu 2008 roku, ale w lutym program sprzedaży hiszpańskich samolotów został zamrożony w związku z tragiczną katastrofą w Mirosławcu, w której zginęło dwudziestu polskich wojskowych. Słowenia planuje ponowne starania o nabycie nowych samolotów transportowych w roku 2012.

## Zadania
Zadaniem sił powietrznych i obrony przeciwlotniczej jest zapewnienie bezpieczeństwa przestrzeni powietrznej Republiki Słowenii (przy wsparciu lotnictwa włoskiego, a także zapewnianie wsparcia lotniczego siłom lądowych i nawodnych w wykonywaniu ich zadań w ramach operacji połączonych. Zadania te to głównie:
- patrolowanie i kontrola przestrzeni powietrznej kraju
- niesienie pomocy w przypadkach naturalnych, humanitarnych i technologicznych katastrof
- udział w operacjach poszukiwawczo-ratunkowych

## Wyposażenie
| Samolot                 | Producent         | Zdjęcie | Typ                     | Wersja               | Liczba sztuk |         |
| Szkolne                 | Szkolne           | Szkolne | Szkolne                 | Szkolne              | Szkolne      | Szkolne |
| ----------------------- | ----------------- | ------- | ----------------------- | -------------------- | ------------ | ------- |
| Pilatus PC-9M Hudournik | Szwajcaria        |         | szkolno-bojowy          | PC-9M                | 9            |         |
| Zlín Z-242              | Czechy            |         | szkolenie podstawowe    | Z 242 L              | 8            |         |
| Śmigłowce               |                   |         |                         |                      |              |         |
| Bell 206                | Stany Zjednoczone |         | śmigłowiec użytkowy     | 206B-3 JetRanger III | 4            |         |
| Bell 412                | Stany Zjednoczone |         | śmigłowiec użytkowy     |                      | 8            |         |
| Eurocopter Cougar       | Francja           |         | śmigłowiec transportowy | AS532 UL/AL          | 4            |         |
| Transportowe            |                   |         |                         |                      |              |         |
| Pilatus PC-6            | Szwajcaria        |         | wielozadaniowy          |                      | 2            |         |
| Let L-410 Turbolet      | Czechy            |         | transportowy            |                      | 1            |         |